# Claudius Aelianus
Claudius Aelianus (Grieks: Κλαύδιος Αἰλιανός, Klaudios Ailianos) was een uit Praeneste afkomstige sofist, die leefde in het begin van de 3e eeuw n.Chr., onder de regering van Septimius Severus.
Hij werkte als leraar welsprekendheid in Rome. Behalve verscheidene ons alleen uit de titel bekende geschriften schreef hij een werk van gemengde inhoud (Ποικίλη ἱστορία / Poikílē historía; Varia Historia), in 14 boeken. Het was een verzameling verhalen en anekdoten, niet allemaal zonder waarde.
Bovendien schreef hij een werk over de natuurlijke geschiedenis van dieren (Περὶ ζῴων ἰδιότητος / Perì zōiōn idiótētos; De natura animalium), in 17 boeken, eveneens een verzameling verhalen, die alle betrekking hebben op het leven van de dieren. Het werk heeft vermoedelijk veel lezers gehad.
Beide werken, dikwijls zonder juist oordeel en een goede keuze, ontlenen hun grootste waarde aan de talrijke citaten en parafraseringen van verloren gegane werken van andere antieke auteurs. Christian Friedrich Wilhelm Jacobs heeft bewezen dat beide werken van dezelfde schrijver afkomstig zijn. Aelianus, hoewel in Italië geboren, was de Griekse taal zozeer machtig dat hij om zijn zoetvloeiende schrijfstijl als 'honingzoet' (μελίγλωσσος / melíglōssos) werd geroemd.
Aelianus vertelt in zijn Varia Historia (hoofdstuk 18) over een groot, vergaan continent. In een door Aelianus bewaard 'uittreksel uit Theopompus', vertelde Silenus aan Midas de Frygiër over een continent dat in oude tijden had bestaan, en dat zo enorm groot was, dat Azië, Europa en Afrika in vergelijking daarmee kleine armzalige eilanden schenen. Het continent bracht dieren en van reusachtige grootte voort. Daar, zei Silenus, bereikten de mensen twee keer de lengte van de langste mens in zijn tijd, en ze werden tweemaal zo oud. Ze hadden rijke steden met tempels, en één van die steden had meer dan een miljoen inwoners en er was goud en zilver in grote overvloed. Meropis zou een continent zijn met twee landen, bewoond door twee rassen, een strijdbaar, oorlogszuchtig ras en een vroom, meditatief ingesteld ras, gesymboliseerd door twee steden. Het continent was 'oneindig' groot en lag voorbij de 'eilanden' Europa, Azië en Afrika. De vrome stad Euse/bes werd door goden bezocht, de oorlogszuchtige stad Machinus door wezens, die alleen door steen of hout konden worden verwond. De bewoners van de oorlogszuchtige stad kwamen ooit naar 'onze eilanden' (Azië, Europa en Afrika) tot het land van de Hyperboreeërs, maar minachtten 'onze' levensstijl. Er woonden onder hen Meropen in grote steden. In de verste uithoek van het continent zou een plaats Anestus zijn, met rivieren en fruitbomen van verdriet en plezier. Het fruit van de laatste boom zou zorgen doen vergeten en diegene die er van eet jonger maken.